# Gà chọi Pêru

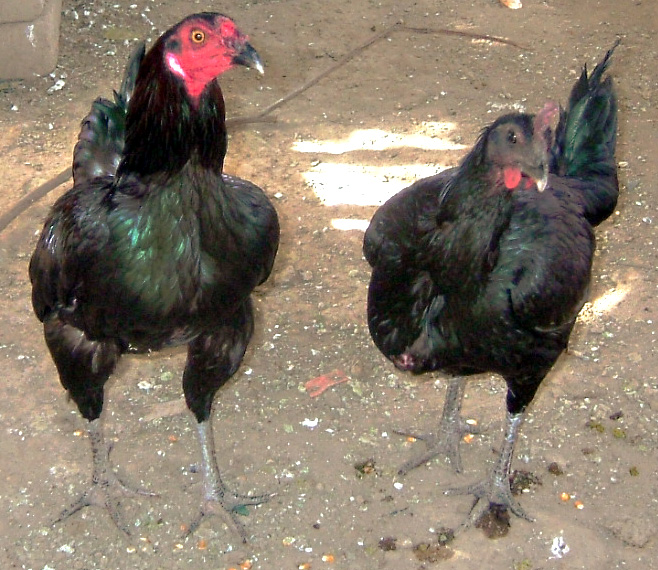
Hai con gà chọi Pêru Gallo Navajero Peruano gồm mã kim (bên trái) và mã mái (bên phải)

Gà chọi Pêru (tên địa phương: Gallo Navajero Peruano, tên tiếng Anh: Peruvian Razor Rooster) hay còn gọi là cốt gà đòn là một giống gà chọi có nguồn gốc từ Peru, chúng là truyền thống của đất nước Peru. Chúng bắt nguồn từ gà chọi Pháp, Bỉ, Tây Ban Nha và gà phương Đông (chẳng hạn như gà Shamo, gà Malay). Chúng pha trộn giữa gà chọi Pháp, Bỉ, Tây Ban Nha, Malay và gà rừng (Bankiva). Các dòng gà Coliseums Sandia, Rosedal, Abraham Wong và Valentino đã dược công nhận bởi Hiệp hội nhân giống gà trống Pêru (Rooster Breeders' Association of Peru)
Ở Mỹ và tại Peru, người ta đá cựa dao, nhưng một số nước Châu Á hay sử dụng cựa dao để gà đá có thể được sử dụng nhiều lần. Cao to và nặng, nhưng nhanh nhẹn, chúng mạnh mẽ và đâm tốt. Giống gà này đã có mặt ở Philippines, một nhà vô địch giải gà tơ Bakbakan nhờ gà pha máu Peru. Chọi gà ở Pêru là môn thể thao được ưa thích đặc biệt là ở vùng Lima. Bản năng, cách nuôi và huấn luyện khiến chúng trở nên vô cùng hiếu chiến trước những kẻ đối diện. Gallos không đơn giản chỉ là những con gà trống được ném từ đằng sau sân khấu vào sàn đấu, chúng được lai tạo, nuôi dưỡng và đào tạo để trở thành đấu sĩ. Gà Pêru còn là nguyên liệu cho món gà quay trứ danh Pollo a la Brasa.

## Đặc điểm
Gà Peru có kích thước ngoại cỡ, to lớn, một số con to đến 5 kg hoặc thậm chí hơn, nhưng chúng vẫn đá như những con gà bình thường hay một số thậm chí còn đá hay hơn. Chúng có khả năng bay cao, dẫu to và nặng, và chúng đâm tốt với cú bật sâu chân. Trung bình, gà trưởng thành từ 12 tháng đạt khoảng 2,7-3 Kg, do khí hậu, chế độ dinh dưỡng và môi trường nên gà Peru thường ít khi đạt trọng lượng cao. Thân hình gà chia làm 3 đoạn rõ ràng: Phần đầu thì to, mòng lá hoặc dâu đổ, mắt đen nháy, mỏ dài và đen, đầu mỏ trắng, lông bờm vừa phải, không quá nhiều như gà chọi Mỹ. Gà con thường lông đen thui (Có phần đen hoặc vừa phải), đến khi trưởng thành trỗ mã thì thay đổi thành màu que hoặc điều xanh. Phần thân có lông hình gọn gàn, cầm đặc biệt rất chắc tay, gà Peru không có thịt đen mà thịt đỏ bầm, ngay từ gà con 3 ngày tuổi đã thấy thịt rất chắc và mạnh khỏe.
Lông mã cũng vừa phải, không quá phủ phê như gà chọi Mỹ. Điểm khác biệt dễ nhận thấy là gà peru khá cao, chân 2 đoạn rõ ràng, vảy thì không bàn tới, vì chơi gà peru và gà mỹ ít người xem vảy, 2 ngón chân giữa lúc nhỏ thì trắng, lớn lên thì song bạch đầu chỉ. Lườn dài đến hậu môn, dài nhất trong các dòng gà. Lưng có thể gù hoặc hơi gù. Phần đuôi có Bản đuôi vừa phải, đuôi cờ khoảng 3 cọng, đuôi bản khoảng 8 cọng. Có ba cộng đuôi cờ khá mỏng, không quá dài. Gà Peru từ nhỏ đã cầm rất chắc tay, lớn nhanh và đặc biệt rất khỏe mạnh, hầu như trong quá trình nuôi ít thấy gà Peru bị bệnh tật hay chết vặt, trong khi gà mỹ gà phi thì yếu hơn. Gà Peru đá rất tốc độ, bo cực lớn, chịu đòn giỏi. Không ít khi thấy gà chồng 2,3 độ liền.
Nhìn chung, gà Peru khá xấu xí với đầu to, lưng gù, một số con cổ rất dài, một số con cổ to mập, bàn chân to, lông xấu, thậm chí một số bị trụi. Gà Peru có tất cả những yếu tố vốn có thể yêu thích của các sư kê. Chúng to con. Hai con Peru đá nhau trong sới có thể được quan sát một cách rõ ràng từ khu vực khán đài, các độ gà Peru thường chóng vánh, gà Peru thuần cũng không nhất thiết quý giá hơn gà Peru nửa máu. Một cá thể nửa máu lại quý hơn gà thuần đối với những người mà mục đích cản gà Peru là ghép ¼ đến ⅛ máu gà Peru vào gà Mỹ, có hai tính trạng rất tốt ở gà Peru có thể cải thiện cho gà chọi Mỹ, lai cận huyết gà Peru thì rủi ro hơn lai cận huyết gà Mỹ, nên lai đơn gà Peru. Trống giống rất kén chọn mái. Khi lai bầy (flock mating) trống Peru chỉ chịu đạp một vài con mái yêu thích và có thể giết số còn lại. 

## Chăm sóc
Gà Peru nên được chăn thả nơi đủ rộng rãi, không nên nuôi trong lồng hay nơi chật hẹp. Gà Peru nuôi ở những nơi đó sẽ không lớn đến kích thước tối đa, nên để mồng bởi trống giống không nên tỉa. Mái cũng kén chọn như trống, cái mồng giúp gà trống hấp dẫn hơn đối với con mái, dưỡng gà Peru mất 21 ngày như sau bảy ngày đầu gà được nhốt vào lồng (cage). Bảy ngày kế tiếp gà được thả vào lồng bay và chạy nhảy để luyện tập. Bảy ngày sau cùng lại đưa trở về lồng, chỉ cho gà ăn các loại hạt trong toàn bộ quá trình biệt dưỡng. Không dùng thức ăn viên (pellet). Về chất bổ, chích B12, tổng cộng 1 ml chia làm 3 liều chích mỗi tuần, không thay đổi trạng thái tự nhiên của chiến kê, không làm tăng hay giảm cân, ướt hơn hay khô hơn vào ngày thi đấu. Cơ thể, trọng lượng, trạng thái và hầu hết những khía cạnh khác của gà đều được giữ nguyên vào ngày thi đấu.

## Chọi gà

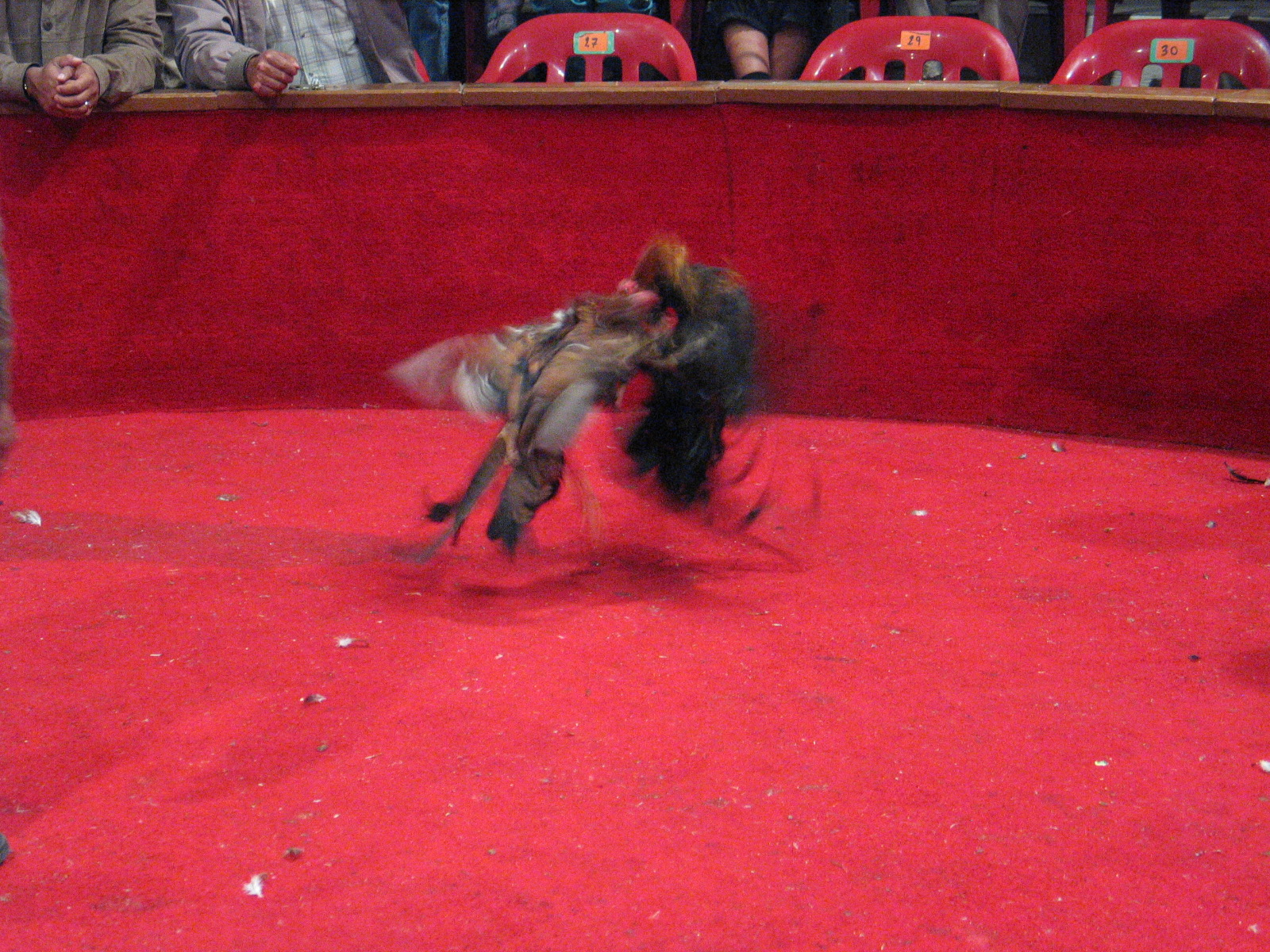
Một trận chọi gà

Peru là một quốc gia có truyền thống lâu đời về chọi gà và được coi là trò tiêu khiển chủ đạo. Đây là một môn thể thao giải trí phổ biến ở Peru, hoàn toàn hợp pháp. Các trận quyết đấu (gọi là Coliseo) được tổ chức trong đấu trường. Tất cả mọi người đều có thể tới xem những trận quyết đấu nảy lửa của những chú gà hiếu chiến, số khác cá cược. Những khán giả đến xem chọi gà hầu hết là nam giới, đôi khi có cả phụ nữ thậm chí cả trẻ em cũng đến đây để xem. Những người đàn ông đặt cược và ngồi xung quanh sân đấu gà bàn bạc, thảo luận và chăm chú xem chú gà mình đặt cược thi đấu.
Khi trận đấu bắt đầu cũng là lúc một trận chiến đẫm máu xảy ra, sẽ có một chú gà phải chết hoặc cả hai sẽ cùng chết. Ở Peru, một trận đá gà như thế này luôn được tổ chức bài bản, cẩn thận và theo một quy định áp dụng chung. Những chú gà chiến binh được gọi là gallos (theo tiếng Tây Ban Nha nghĩa là gà trống). Sau khi cân nhắc, gallos sẽ được lựa chọn những "hạng thi đấu" tương ứng chẳng khác gì những trận đấu vật của con người. Sẽ có bộ phận trọng tài làm nhiệm vụ giám sát trận đấu và lựa chọn "đối thủ" cho những chú gà "chiến binh" này.
Mỗi chú gà "chiến binh" sẽ được đeo những chiếc cựa giả để thi đấu. Mỗi chiếc cựa giả như thế này có giá khoảng 145$ (khoảng hơn 3 triệu đồng). Cựa giả sẽ được bôi keo và gắn từ phía sau chân những chú gà, phía trên cựa thật của chúng. Những chú gà sẽ giống những "võ sĩ giác đấu" khi đeo chiếc cựa giả dài hơn 5 cm, sắc nhọn như thế này. Vũ khí của chú gà "chiến binh" sẽ là mỏ và cựa giả. Cựa giả được làm bằng nhựa, xương cá, mai rùa hoặc thép, được uốn cong và mài sắc nhọn nhằm đảm bảo tính sát thương tối đa cho đối thủ. Người chủ của những chú gà này (được gọi là Careadore) phải đầu tư thời gian và rất nhiều tiền bạc để có được một chú gà chiến ưng ý. Ngoài việc bỏ nhiều thời gian để huấn luyện, gallos được chăm sóc với một chế độ ăn đặc biệt và tốn kém để có cơ bắp "vạm vỡ", sẵn sàng chiến đấu với kẻ thù.
Khi trận đấu bắt đầu, Careadore sẽ giới thiệu về những gallos của mình bằng cách ôm chúng đối diện nhau ở một khoảng cách nhất định để các chiến binh sẵn sàng tinh thần chiến đấu. Việc này cũng tránh cho chúng tự ý nhảy vào chiến đấu khi trận đấu chưa kịp bắt đầu. Trong mỗi trận đấu, chỉ có chủ sở hữu của 2 chú gà và trọng tài mới được phép bước lên sàn thi đấu. Khi mọi thứ đã sẵn sàng, trong tài sẽ hô trận đấu bắt đầu, những chú gà "chiến binh" được thả ra và ngay lập tức lao vào nhau cùng sự hung hăng, tàn bạo và hiếu chiến nhất. Với những trận đấu không thể phân rõ thắng, bại, giám khảo sẽ có quyền lựa chọn kẻ chiến thắng. Chú gà may mắn được lựa chọn sẽ được thi đấu ở những vòng tiếp theo. Chú gà chiến thắng sẽ có cơ hội sống sót thêm sau một vài trận đấu nữa. Chú gà thua cuộc sẽ phải chịu một cái kết bi thảm và đẫm máu.